# Volo United Arab Airlines 869 (1963)
Il volo United Arab Airlines 869 era un volo di linea della United Arab Airlines operato il 28 luglio 1963 da un de Havilland Comet 4C tra l'aeroporto Internazionale di Tokyo e destinazione finale l'aeroporto Internazionale del Cairo, con scali intermedi all'aeroporto di Hong Kong Kai Tak, all'aeroporto Internazionale di Bangkok-Suvarnabhumi, all'aeroporto Internazionale Chhatrapati Shivaji e all'aeroporto Internazionale del Bahrein. Durante l'avvicinamento all'aeroporto Internazionale Chhatrapati Shivaji, Mumbai, India, il Comet precipitò nel mare arabico davanti alla città con la morte di tutti i 63 a bordo.
Dei 55 passeggeri, 24 erano scout e adulti della delegazione filippina che si stavano dirigendo all'11º Jamboree mondiale dello scautismo in Grecia.

## L'aereo
Il velivolo coinvolto nell'incidente era un De Havilland Comet DH. 106 Comet 4C con numero di registrazione SU-ALD, numero di serie 6441 e costruito nel 1960. Era motorizzato da quattro turbogetto Rolls-Royce Avon 524.

## L'incidente
Tutti gli orari sono espressi GMT.
Alle 20:16, il pilota del Comet 4C riportò di essere sul VOR di Santa Cruz a 7 000 piedi (2 100 m) e venne autorizzato a scendere a 4 000 piedi (1 200 m). L'equipaggio affermò che avrebbe effettuato un atterraggio ILS con la procedura rotta inversa (back course) per la pista 09 dell'aeroporto Internazionale Chhatrapati Shivaji. Il controllore li avvisò che la procedura in questione non era disponibile e che avrebbero dovuto effettuare l'avvicinamento usando il VOR. Inoltre, durante l'avvicinamento avrebbero incontrato una severa turbolenza a sei/sette miglia ad ovest dall'aeroporto. Per evitare tale perturbazione l'equipaggio richiese di effettuare il circuito sinistro invece che quello destro. Il permesso venne accordato ma poco dopo aver iniziato la virata verso sinistra e incontrata una severa turbolenza, il Comet precipitò a circa 10 km nord-ovest dall'aeroporto.

## Le indagini
L'indisponibilità della procedura rotta inversa dell'ILS era stata notificata correttamente da un NOTAM nel mese di marzo.
L'esatta posizione del relitto non venne mai determinata e la Marina Militare Indiana ritrovò solamente tre corpi e un canotto a circa 9 miglia ovest dall'isola di Madh. Lo stato di ritrovamento dei cadaveri fece supporre che il Comet avesse impattato il mare ad una velocità elevata. Inoltre, la limitata zona di ritrovamento dei rottami fece supporre che non ci fosse stata una esplosione in volo. Alcuni testimoni riportarono di aver sentito solamente un grosso boato ma nessuna evidenza che il velivolo fosse in fiamme.
La commissione di inchiesta si trovò quindi di fronte all'impossibilità di determinare la causa dell'incidente in quanto il relitto del Comet non venne mai recuperato e i piloti non inviarono alcuna comunicazione di emergenza. La causa più probabile è che i piloti abbiano perso il controllo del velivolo in condizioni meteo avverse mentre stavano virando verso sinistra.